# Hermann Göring
Hermann Wilhelm Göring có tên phiên âm dựa theo tiếng Đức là Héc-man Gơ-rinh (hay Goering; tiếng Đức: [ˈɡøːʁɪŋ] ⓘ; 12 tháng 1 năm 1893 – 15 tháng 10 năm 1946) là một chính trị gia người Đức, chỉ huy quân sự và thành viên hàng đầu của Đảng Quốc xã (NSDAP). Từng là một phi công lái máy bay chiến đấu xuất sắc trong thế chiến thứ nhất, ông đã được nhận huân chương cao quý Pour le Mérite, hay "Blauer Max" (tiếng Đức). Göring là sĩ quan chỉ huy cuối cùng của Jagdgeschwader 1, phi đội chiến đấu từng đặt dưới sự chỉ huy của Manfred von Richthofen, người được mệnh danh là "Red Baron" (Nam tước Đỏ).
Göring là một thành viên của Đảng Quốc xã từ những ngày đầu tiên và từng bị thương vào năm 1923 trong một cuộc đảo chính thất bại được biết đến với tên gọi Đảo chính nhà hàng bia. Ông dần trở nên nghiện morphine sau khi chữa trị những vết thương bằng loại thuốc này. Sau khi giúp Adolf Hitler lên năm quyền vào năm 1933, ông trở thành nhân vật quyền lực số hai tại Đức. Cùng năm 1933, ông thành lập nên Gestapo (Cảnh sát Mật) và sau đó đã trao quyền chỉ huy tổ chức này cho Heinrich Himmler. Vào năm 1935, Göring được bổ nhiệm làm tổng tư lệnh của Không quân Đức, nắm giữ chức vụ này đến những ngày cuối cùng của thế chiến thứ II. Đến năm 1940, Göring ở trên đỉnh cao quyền lực và tầm ảnh hưởng; với tư cách bộ trưởng phụ trách Kế hoạch bốn năm, ông chịu trách nhiệm phần lớn về sự vận hành của nền kinh tế Đức trong giai đoạn hình thành nên thế chiến II. Hitler đã thăng ông lên đến Reichsmarschall (Thống chế Đế chế), một cấp bậc cao hơn mọi sĩ quan chỉ huy của Wehrmacht khác; và trong năm 1941 Hitler chỉ định ông làm người kế nhiệm đồng thời làm phụ tá trong mọi chức vụ của mình.
Vị thế của Göring đối với Hitler đã giảm sút đáng kể từ năm 1942, do lực lượng không quân không thể hoàn thành những cam kết và nỗ lực chiến tranh của Đức Quốc xã bị chặn lại trên mọi mặt trận. Göring đã rút lui phần lớn khỏi hoạt động chính trị và quân sự, thay vào đó ông tập trung vào việc thu thập tài sản và tác phẩm nghệ thuật, đa phần là tịch thu từ những nạn nhân người Do Thái của vụ diệt chủng Holocaust. Vào ngày 22 tháng 4 năm 1945, sau khi được biết Hitler có ý định tự sát, Göring đã gửi một bức điện cho Hitler yêu cầu được phép nắm quyền kiểm soát Đế chế. Nhận định đó như là một hành động phản quốc, Hitler tước bỏ tất cả mọi chức vụ của Göring, trục xuất ông ra khỏi đảng và ra lệnh bắt giữ.
Sau thế chiến thứ II, Göring bị kết án phạm phải tội ác chiến tranh và tội ác chống lại loài người tại tòa án Nürnberg. Ông bị tuyên án tử hình bằng hình thức treo cổ, nhưng đã tự sát bằng cách nuốt một viên xyanua trong đêm trước khi bản án được thi hành.

## Thời niên thiếu

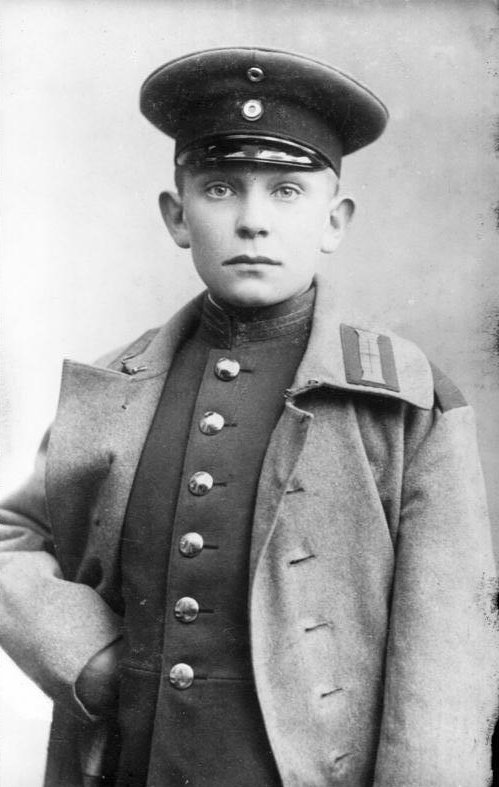
Göring năm 1907, khi đó ông 14 tuổi

Göring sinh ngày 12 tháng 1 năm 1893 tại viện điều dưỡng Marienbad ở Rosenheim, Bavaria. Cha của ông là Heinrich Ernst Göring (31 tháng 10 năm 1839 - 7 tháng 12 năm 1913), một cựu sĩ quan kỵ binh và từng là Toàn quyền đầu tiên của thuộc địa Tây-Nam Phi của Đức (nay là Namibia). Heinrich có năm đứa con với người vợ trước. Göring là con thứ tư trong số năm người con của Heinrich với vợ thứ hai, Franziska Tiefenbrunn (1859 - 15 tháng 7 năm 1923), một nông dân Bavaria. Những anh chị em ruột của Göring là Karl, Olga, và Paula; và người em nhỏ tuổi hơn tên là Albert. Vào thời điểm Göring được sinh ra, cha ông đang là tổng lãnh sự ở Haiti, và mẹ ông đã trở về nhà trong một thời gian ngắn để sinh con. Tiefenbrunn, mẹ của Göring, đã để lại đứa bé sáu tuần tuổi cho một người bạn ở Bavaria và phải ba năm sau mới gặp lại con mình khi bà cùng chồng quay trở lại Đức.
Cha đỡ đầu của Göring là Dr. Hermann Epenstein, một bác sĩ và doanh nhân giàu có người Do Thái mà cha ông từng gặp ở châu Phi. Gia đình Göring vốn sống dựa vào nguồn trợ cấp từ Heinrich, và Epenstein đã lo liệu cho họ một căn hộ trong tòa lâu đài nhỏ gọi là Veldenstein, gần Nuremberg. Vào khoảng thời gian đó, mẹ của Göring đã trở thành tình nhân của Epenstein; mối quan hệ này kéo dài khoảng 15 năm. Epenstein đã đạt được danh hiệu nhỏ Ritter (hiệp sĩ) von Epenstein nhờ những sự quyên góp và phục vụ của mình.
Ước muốn được làm một người lính từ khi còn rất nhỏ, Göring thích chơi với những đồ chơi hình lính và mặc bộ đồ Boer mà cha tặng cho mình. Vào năm 11 tuổi ông được gửi vào trường nội trú, nơi có đồ ăn nghèo nàn và kỷ luật khắt khe. Ông đã bán cây đàn violin để mua vé tàu hỏa về nhà, sau đó trèo lên giường, giả vờ bị bệnh cho đến khi được biết là sẽ không phải quay trở lại. Göring tiếp tục thưởng thức các trò chơi chiến tranh, giả bố trí bao vây lâu đài Veldenstein và tìm hiểu các truyền thuyết và saga về người Teuton. Ông còn trở thành một nhà leo núi chinh phục những đỉnh núi ở Đức, ở dãy núi Mont Blanc, và dãy Anpơ Trung Đông. Năm 16 tuổi Göring được gửi vào một học viện quân sự tại Berlin Lichterfelde, tại đây ông đã tốt nghiệp loại xuất sắc (Trong tòa án Nuremberg về các tội ác chiến tranh năm 1946, nhà tâm lý học Gustave Gilbert đã đo được chỉ số thông minh (IQ) của Göring là 138.) Vào năm 1912, Göring gia nhập Trung đoàn Hoàng tử Wilhelm (Bộ binh 112) thuộc quân đội Phổ. Năm tiếp theo mẹ ông chấm dứt quan hệ với Epenstein. Gia đình Göring buộc phải rời Veldenstein và họ đã tới Munich; cha của ông qua đời không lâu sau đó. Khi chiến tranh thế giới thứ nhất bùng nổ vào tháng 8 năm 1914, Göring cùng trung đoàn của ông đang đóng quân tại Mulhouse.

## Thế chiến thứ nhất
Trong năm đầu tiên của chiến tranh thế giới thứ nhất, Göring phục vụ trong một trung đoàn bộ binh tại khu vực Mülhausen, một thành phố bố trí lực lượng đồn trú chỉ cách biên giới nước Pháp một dặm. Ông đã phải nhập viện vì bệnh phong thấp, nguyên nhân bắt nguồn từ sự ẩm ướt của chiến hào. Khi trở lại, người bạn của Göring là Bruno Loerzer đã thuyết phục ông chuyển sang một đơn vị mà sau này đến tháng 10 năm 1916 sẽ trở thành Luftstreitkräfte (lực lượng chiến đấu trên không) của quân đội Đức, nhưng lời đề nghị này bị ông từ chối. Cuối năm đó, Göring thực hiện những chuyến bay với vai trò quan sát viên của Loerzer trong đơn vị Feldflieger Abteilung 25 (FFA 25) - một sự chuyển đổi không chính thức. Ông bị phát hiện và bị tuyên án giam ba tuần, tuy nhiên bản án này đã không được thực hiện. Vào thời điểm đó bản án được cho là áp đặt, và sự kết hợp giữa Göring và Loerzer đã trở nên chính thức. Bọn họ được phân công là một đội của FFA 25 thuộc Tập đoàn quân số 5 của Thái tử William. Với những phi vụ trinh sát và ném bom, cả Göring và Loerzer đều đã được Thái tử trao tặng huân chương Thập tự Sắt hạng nhất.
Sau khi hoàn thành khóa huấn luyện phi công, Göring được phân công đến đơn vị Jagdstaffel 5. Bởi một loạt những chấn thương ở hông do chiến đấu trên không, ông đã phải mất gần một năm để hồi phục. Tiếp đó ông chuyển sang Jagdstaffel 26, đơn vị đặt dưới sự chỉ huy của Loerzer, vào tháng 2 năm 1917. Göring dần đạt được những thắng lợi trên không cho đến tháng 5, thời điểm mà ông được giao chức chỉ huy Jagdstaffel 27. Phục vụ trong các đơn vị Jastas 5, 26 rồi 27, Göring liên tục giành được những chiến thắng. Bên cạnh huân chương Thập tự Sắt (hạng nhất và nhì), ông còn nhận được huân chương Sư tử Zähringer với thanh kiếm, huân chương Friedrich, huân chương Nhà Hohenzollern với thanh kiếm hạng ba, và cuối cùng là Pour le Mérite cao quý. Theo Hermann Dahlmann, những giải thưởng mà Göring đạt được có nhờ sự ảnh hưởng từ Loerzer. Ông kết thúc thế chiến thứ nhất với 22 chiến thắng. Một cuộc kiểm tra kỹ lưỡng sau chiến tranh những ghi chép tổn thất của Đồng Minh cho thấy duy chỉ có hai chiến thắng được tuyên bố của ông là bị nghi ngờ, ba là có thể và 17 là chắc chắn, hoặc nhiều khả năng là chính xác.
Vào ngày 7 tháng 7 năm 1918, sau cái chết của Wilhelm Reinhard - người kế nhiệm Manfred von Richthofen, Göring đã được làm chỉ huy của đơn vị danh tiếng Jagdgeschwader 1, ("Flying Circus" - tạm dịch: Rạp xiếc bay). Tuy nhiên những phi công cùng phi đội thì không ưa gì Göring vì sự kiêu ngạo của ông ta.
Trong những ngày cuối cùng của thế chiến thứ nhất, Göring đã nhiều lần nhận được lệnh phải cho phi đội của mình rút lui, lần đầu là rút về phi trường Tellancourt, tiếp theo là đến Darmstadt. Đã từng có lần được lệnh đầu hàng trước máy bay Đồng Minh, nhưng ông từ chối. Nhiều phi công của ông đã cố tình lao máy bay xuống đất tự sát để tránh rơi vào tay kẻ thù.
Göring, cũng như nhiều chiến binh Đức kỳ cựu khác, là người đề xướng Dolchstoßlegende, hay là niềm tin rằng quân Đức không thực sự thua trong cuộc chiến, thay vào đó là bị phản bội bởi những lãnh đạo dân sự: những người Marxist, Do Thái, và đặc biệt là Cộng hòa, những kẻ đã lật đổ chế độ quân chủ Đức.

## Hậu Thế chiến thứ nhất
Sau chiến tranh, Göring tiếp tục gắn bó với nghiệp hàng không. Ông đã nỗ lực thực hiện những màn biểu diễn trên không và làm việc tại Fokker trong một thời gian ngắn. Sau khi dành phần lớn quãng thời gian năm 1919 sống tại Đan Mạch, ông chuyển đến Thụy Điển và gia nhập Svensk Lufttrafik, một hãng hàng không của quốc gia này. Göring thường được thuê để thực hiện những chuyến bay tư nhân. Trong thời kỳ mùa đông 1920-1921, Count Eric von Rosen đã thuê Göring chở đến lâu đài của mình từ Stockholm. Được mời ở lại qua đêm, Göring thời điểm đó có thể đã lần đầu được thấy biểu tượng chữ Vạn (chữ thập ngoặc) trên bệ lò sưởi, Rosen đã tạo ra nó như là một biểu trưng của gia đình.
Đó cũng là lần đầu tiên mà Göring gặp người vợ tương lai của mình, Baroness Carin von Kantzow (née Freiin von Fock, 1888–1931), người em dâu của bá tước được ông giới thiệu. Bà đã chịu sự ghẻ lạnh của người chồng trong 10 năm và có một người con trai khi đó 8 tuổi. Göring đã ngay lập tức mê đắm và mời bà gặp mặt ở Stockholm. Bọn họ đã thu xếp một chuyến thăm đến nhà cha mẹ Carin và dành nhiều thời gian bên nhau đến hết năm 1921, thời điểm mà Göring rời đến Munich để học chính trị tại trường đại học. Sau khi Göring đến Munich, Carin ly hôn chồng cũ và kết hôn với Göring vào ngày 3 tháng 2 năm 1922. Ban đầu họ sống trong một Jagdschloss tại Hochkreuth nằm ở dãy Bavarian Alps (Anpơ Bavaria), gần Bayrischzell, cách Munich khoảng 80 kilômét (50 mi). Sau khi Göring gặp Hitler và gia nhập Đảng Quốc xã (NSDAP) trong năm 1922, bọn họ chuyển tới Obermenzing, một vùng ngoại ô Munich.

## Những ngày đầu trong Đảng Quốc xã

Göring (trái) đứng trước Hitler tại một kỳ đại hội đảng ở Nuremberg (khoảng 1928)

Göring gia nhập đảng Quốc xã vào năm 1923 sau khi nghe một bài diễn thuyết của Adolf Hitler. Trong cùng năm ông được giao cho chức chỉ huy của Sturmabteilung (SA) với tư cách Oberster SA-Führer. Một thời gian sau ông được bổ nhiệm làm SA-Gruppenführer (Trung tướng SA) và giữ chức vụ này cho đến năm 1945. Vào thời điểm đó, Carin — người thích Hitler — thường đóng vai bà chủ tiệc trong các cuộc họp mặt của những lãnh đạo Quốc xã, bao gồm có chồng của bà, Hitler, Rudolf Hess, Alfred Rosenberg, và Ernst Röhm. Hitler sau này đã hồi tưởng lại mối quan hệ thuở đầu của mình với Göring:
Tôi thích ông ta. Tôi đưa ông ta lên làm người lãnh đạo SA của tôi. Ông ấy là người duy nhất điều hành SA một cách đúng đắn trong số những người đứng đầu tổ chức này. Tôi cho ông ta một đám đông hỗn tạp nhếch nhác. Trong một thời gian rất ngắn ông ấy đã tổ chức nó thành một sư đoàn 11.000 người.

Hitler và đảng Quốc xã thường tổ chức những kỳ đại hội và họp mặt lớn tại Munich và một vài nơi khác trong những năm đầu thập niên 1920 với nỗ lực tập hợp những người ủng hộ để nhằm giành quyền lực chính trị. Lấy cảm hứng từ Cuộc diễu hành ở Rome của Benito Mussolini, những người Quốc xã đã cố gắng thâu tóm quyền lực vào ngày 8-9 tháng 11 năm 1923 trong một cuộc đảo chính thất bại được biết đến với tên gọi Đảo chính nhà hàng bia. Göring bị bắn vào chân khi cùng với Hitler dẫn đầu cuộc diễu hành tiến đến Bộ Chiến tranh. Đã có mười bốn thành viên Quốc xã và bốn cảnh sát bị giết; Hitler cùng với nhiều lãnh đạo Quốc xã hàng đầu bị bắt. Nhờ sự trợ giúp của Carin, Göring đã lén trốn đến Innsbruck, tại đây ông tiến hành phẫu thuật và sử dụng morphine để ngăn ngừa cơn đau. Đây là căn nguyên chứng nghiện morphine của Göring và nó kéo dài tận cho đến ngày ông bị giam tại Nuremberg. Göring ở lại bệnh viện cho đến ngày 24 tháng 12. Trong khi đó, các nhà chức trách ở Munich tuyên bố Göring là đối tượng truy nã. Nhóm của Göring với tình trạng thiếu tiền và phải dựa vào thiện chí của những người Quốc xã đồng cảm ở nước ngoài đã từ Áo đến Venice, Ý. Trong tháng 5 năm 1924 bọn họ đến Rome, thông qua Florence và Siena. Göring đã gặp Mussolini tại Rome, người bày tỏ ý muốn được gặp Hitler vào một ngày khi ông ra tù.
Sau đó, những vấn đề cá nhân liên tục nảy sinh. Vào năm 1925, mẹ Carin bị bệnh. Bọn họ đã phải khó khăn để kiếm thêm tiền trong mùa xuân năm 1925 cho một chuyến hành trình đến Thụy Điển thông qua Áo, Tiệp Khắc, Ba Lan, và Danzig (nay là Gdańsk). Göring trở thành một người nghiện morphine nặng; gia đình Carin sốc trước sự suy thoái của ông. Là người mắc chứng động kinh và yếu tim, Carin đã để Göring cho các bác sĩ phụ trách. Göring được chứng nhận là một con nghiện ma túy nguy hiểm và được đưa tới nhà thương điên Långbro vào ngày 1 tháng 9 năm 1925. Ông hung bạo tới mức phải kìm hãm bằng một chiếc áo straitjacket, nhưng bác sĩ tâm thần lại cảm nhận rằng bộ óc ông lành mạnh; nguyên nhân duy nhất gây ra tình trạng này là morphine. Khi đã cai được nghiện, ông rời cơ sở này trong một thời gian ngắn, nhưng về sau lại phải quay lại để điều trị thêm. Đến năm 1927 khi ân xá được tuyên bố, Göring trở về Đức và tiếp tục làm việc trong ngành công nghiệp hàng không. Trước đó Hitler đã được thả vào tháng 12 năm 1924 sau một thời gian ở trong tù và viết nên cuốn Mein Kampf. Carin Göring, người mắc chứng động kinh và lao phổi, qua đời vào ngày 17 tháng 10 năm 1931 vì suy tim.
Cùng khoảng thời điểm đó, Đảng Quốc xã đang trong giai đoạn tái xây dựng và chờ đợi. Với việc kinh tế đã được phục hồi, cơ hội cho những người Quốc xã kích động một sự thay đổi là ít hơn. SA đã tái tổ chức, nhưng với lãnh đạo là Franz Pfeffer von Salomon chứ không phải Göring. Vào năm 1925 Schutzstaffel (SS) được thành lập và vai trò của nó ban đầu là làm cận vệ cho Hitler. Số lượng thành viên của đảng đã tăng từ 27.000 trong năm 1925 lên 178.000 năm 1929. Trong cuộc bầu cử tháng 5 năm 1928 đảng Quốc xã chỉ giành được 12 trong tổng số 491 ghế. Göring được bầu làm người đại diện đến từ Bavaria. Sự sụp đổ của thị trường chứng khoán phố Wall năm 1929 khiến cho nền kinh tế Đức tụt dốc thảm hại, và trong cuộc bầu cử lần tiếp theo, đảng Quốc xã đã chiến thắng với 6.409.600 phiếu và 107 ghế trong Reichstag (Nghị viện). Vào tháng 5 năm 1931, Hitler cử Göring đến Tòa Thánh, tại đây ông đã có cuộc gặp với Giáo hoàng Piô XII tương lai.

## Vụ hỏa hoạn ở tòa Nghị viện
Vào đêm ngày 27 tháng 2 năm 1933, tòa nhà Nghị viện bốc cháy. Göring là một trong số những người đầu tiên đến hiện trường. Marinus van der Lubbe, một đảng viên cộng sản cấp tiến, bị bắt và bị cáo buộc là thủ phạm duy nhất gây ra vụ cháy. Göring ngay lập tức kêu gọi một chiến dịch đàn áp những người Cộng sản.
Những người Quốc xã đã lợi dụng vụ việc để tiến tới những mục tiêu chính trị. Dưới sự hối thúc của Hitler, Nghị định Hỏa hoạn Reichstag được thông qua vào ngày hôm sau, trong đó đình chỉ những quyền cơ bản và cho phép giam giữ không qua xét xử. Các hoạt động của Đảng Cộng sản Đức bị đàn áp và đã có khoảng 4.000 đảng viên cộng sản bị bắt giữ. Göring yêu cầu phải hành quyết những tù nhân bằng súng, nhưng Rudolf Diels, người đứng đầu lực lượng cảnh sát chính trị Phổ, đã phớt lờ mệnh lệnh này. Một số nhà nghiên cứu, trong đó bao gồm William L. Shirer và Alan Bullock, tỏ quan điểm cho rằng Đảng Quốc xã chính là thủ phạm gây ra vụ hỏa hoạn.
Tại tòa án Nuremberg, tướng Franz Halder chứng thực rằng Göring đã thừa nhận trách nhiệm gây ra vụ cháy. Ông kể rằng, tại một bữa ăn trưa tổ chức vào ngày sinh nhật của Hitler năm 1942, Göring nói: "Người duy nhất thực sự biết về Nghị viện là tôi, vì chính tôi đã đốt cháy nó!" Tuy nhiên trong bản khai của mình ở Nuremberg, Göring đã phủ nhận câu chuyện trên.

## Cuộc hôn nhân thứ hai
Trong những năm đầu thập niên 1930, Göring thường xuyên gần gũi với Emmy Sonnemann (1893–1973), một diễn viên đến từ Hamburg. Bọn họ kết hôn vào ngày 10 tháng 4 năm 1935 tại Berlin với lễ cưới được tổ chức trên quy mô rất hoành tráng. Một bữa tiệc chiêu đãi lớn đã được thực hiện vào đêm hôm trước tại Nhà hát Opera Berlin. Trong đêm diễn ra bữa tiệc và trong ngày tổ chức nghi lễ có cả máy bay tiêm kích bay trên bầu trời. Họ sinh được một người con gái là Edda vào ngày 2 tháng 6 năm 1938.

## Nhân vật quyền lực
Vào thời điểm Hitler trở thành Thủ tướng Đức vào tháng 1 năm 1933, Göring đã được bổ nhiệm làm Bộ trưởng không bộ, Bộ trưởng Nội vụ Phổ và Ủy viên Hàng không Đế chế. Wilhelm Frick được bổ nhiệm làm Bộ trưởng Nội vụ Đế chế. Frick và lãnh đạo Schutzstaffel (SS) Heinrich Himmler mong muốn tạo ra một lực lượng cảnh sát thống nhất trên toàn nước Đức, nhưng vào ngày 30 tháng 11 năm 1933 Göring đã thành lập ra lực lượng cảnh sát Phổ với người đứng đầu là Rudolf Diels. Tên gọi của lực lượng này là Geheime Staatspolizei, hay Gestapo. Göring, với suy nghĩ rằng Diels không có đủ sự tàn nhẫn để sử dụng Gestapo một cách hiệu quả chống lại quyền lực của SA, đã bàn giao quyền kiểm soát lực lượng này cho Himmler vào ngày 20 tháng 4 năm 1934. Đến thời điểm đó, SA đã có hơn hai triệu thành viên.
Lúc này, Hitler quan ngại sâu sắc rằng Ernst Röhm, thủ lĩnh của SA, đang lên kế hoạch cho một cuộc đảo chính. Himmler và Reinhard Heydrich cùng bày mưu với Göring dùng Gestapo và SS để đè bẹp SA. Những thành viên của SA đã phát hiện ra hoạt động được đề xuất này và hàng ngàn người trong số họ đã xuống đường biểu tình bạo động vào đêm ngày 29 tháng 6 năm 1934. Hitler rất giận dữ về điều này và ra lệnh bắt giữ thủ lĩnh SA. Röhm sau khi từ chối tự sát đã bị bắn chết trong buồng giam. Göring thì đích thân rà soát danh sách các tù nhân với số lượng lên đến hàng ngàn và xác định những người cần phải bị hành quyết. Đã có ít nhất 85 người bị giết trong các ngày từ 30 tháng 6 đến 2 tháng 7, một cuộc thanh trừng được biết đến với tên gọi Đêm của những con dao dài. Vào ngày 13 tháng 7, tại Nghị viện, Hitler thừa nhận cuộc tàn sát này là hoàn toàn phi pháp, nhưng cáo buộc đã có một âm mưu được tiến hành để lật đổ chế độ. Một luật hồi tố được thông qua khiến vụ việc trở nên hợp pháp, và bất kỳ sự chỉ trích nào sẽ phải đối mặt với việc bị bắt giữ.
Một trong những điều khoản của Hòa ước Versailles được đặt ra kể từ khi thế chiến thứ nhất kết thúc tuyên bố rằng nước Đức không được phép duy trì một lực lượng không quân. Sau khi hiệp định Kellogg–Briand được ký kết vào năm 1928, máy bay của cảnh sát được cho phép. Vào năm 1933 Göring được bổ nhiệm làm Bộ trưởng Giao thông Hàng không. Nước Đức bắt đầu tích lũy dần số lượng máy bay, vi phạm Hòa ước, và đến năm 1935 sự tồn tại của Luftwaffe đã chính thức được thừa nhận, với Göring giữ chức Bộ trưởng Hàng không Đế chế.

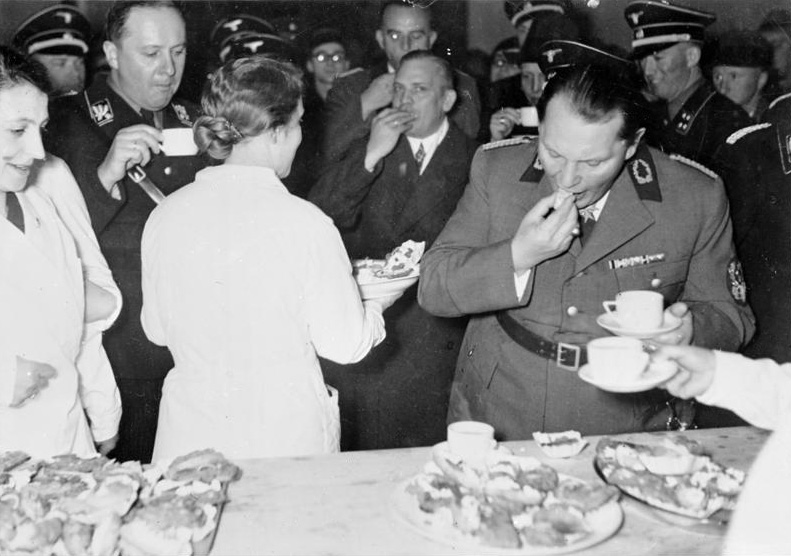
Göring trong Tuần lễ Xanh Quốc tế tại Berlin (Grüne Woche) năm 1937

Trong một cuộc họp nội các vào tháng 9 năm 1936, Göring và Hitler ra thông báo rằng chương trình tái vũ trang của Đức cần phải được tăng tốc. Để thực thi nhiệm vụ này, Hitler bổ nhiệm Göring làm Toàn quyền phụ trách Kế hoạch bốn năm vào ngày 18 tháng 10. Göring đã tạo ra một tổ chức mới để quản lý kế hoạch và lôi kéo các bộ lao động và nông nghiệp về dưới trướng của mình. Ông bỏ qua bộ kinh tế trong các quyết định tạo ra chính sách, điều này dẫn đến sự bất mãn của Hjalmar Schacht, bộ trưởng phụ trách các vấn đề kinh tế. Những nguồn kinh phí rất lớn đã được đầu tư cho hoạt động tái vũ trang bất chấp mức thâm hụt ngày càng tăng. Schacht từ chức vào ngày 8 tháng 12 năm 1937, lên thay cho vị trí của ông là người nắm quyền kiểm soát Reichsbank (ngân hàng trung ương), Walther Funk. Theo đó, cả hai tổ chức đều được đặt dưới sự kiểm soát của Göring và dưới sự bảo trợ của Kế hoạch bốn năm. Vào tháng 7 năm 1937, tập đoàn công nghiệp Reichswerke Hermann Göring được thành lập và nó thuộc sở hữu của nhà nước, mặc dù người đứng đầu là Göring, với mục tiêu thúc đẩy sản xuất thép vượt qua mức mà doanh nghiệp tư nhân có thể cung cấp về mặt kinh tế.
Trong năm 1938, Göring tham gia vào cuộc khủng hoảng Blomberg–Fritsch, vụ việc dẫn đến sự từ chức của Bộ trưởng Chiến tranh, Thống chế Werner von Blomberg, và tư lệnh lục quân, tướng Werner von Fritsch. Göring đã đến dự với tư cách nhân chứng tại đám cưới của Blomberg với Margarethe Gruhn, một nhân viên đánh máy 26 tuổi, vào ngày 12 tháng 1 năm 1938. Theo như thông tin từ phía cảnh sát cho thấy cô dâu trẻ là một gái mại dâm. Göring cảm thấy bắt buộc phải nói với Hitler, nhưng cũng xem sự kiện này như một cơ hội để loại trừ vị thống chế. Blomberg buộc phải từ chức. Göring không muốn Fritsch được bổ nhiệm thay cho vị trí của Blomberg để trở thành cấp trên của mình. Vài ngày sau, Heydrich tiết lộ một hồ sơ về Fritsch trong đó chứa những cáo buộc về hoạt động tình dục đồng giới và tống tiền. Dù về sau những thông tin này đã được chứng minh là không chính xác, Fritsch đã mất đi sự tín nhiệm của Hitler và bị buộc phải từ chức. Hitler lợi dụng các vụ sa thải như một dịp để cải tổ bộ máy lãnh đạo của quân đội. Göring yêu cầu được giữ chức Bộ trưởng Chiến tranh, nhưng bị bác bỏ; thay vào đó ông được bổ nhiệm cấp bậc thống chế. Hitler lên làm tư lệnh tối cao của các lực lượng vũ trang và tạo ra các chức vụ dưới quyền để đứng đầu ba nhánh chính của quân chủng (lục quân, không quân và hải quân).

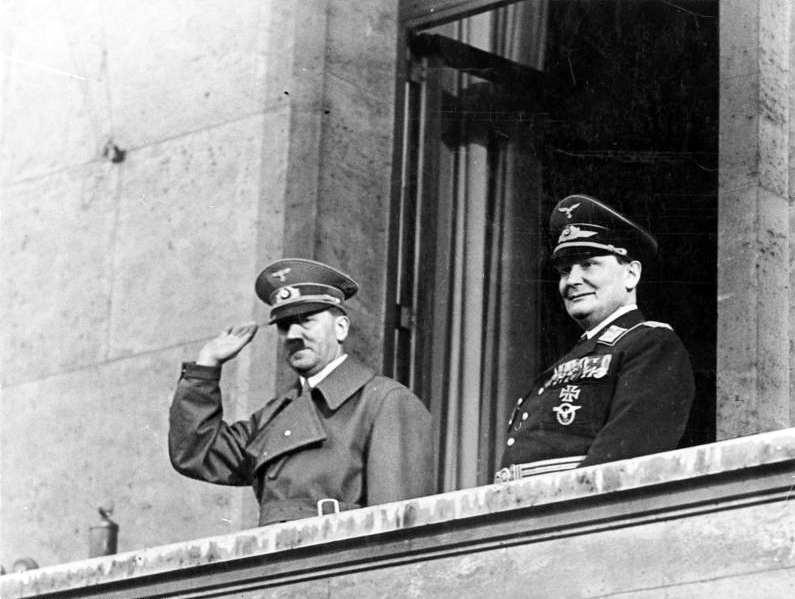
Adolf Hitler cùng với Göring đứng trên ban công của Phủ Thủ tướng tại Berlin, ảnh chụp ngày 16 tháng 3 năm 1938

Với tư cách bộ trưởng phụ trách Kế hoạch bốn năm, Göring trở nên quan ngại với tình trạng thiếu hụt những nguồn tài nguyên thiên nhiên ở Đức, và ông bắt đầu thúc đẩy việc hợp nhất Áo vào Đế chế Thứ ba. Tỉnh Styria có các mỏ quặng sắt dồi dào, và toàn bộ quốc gia này là ngôi nhà của nhiều lao động lành nghề, đó là những yếu tố hữu dụng. Hitler thì luôn ủng hộ một sự sáp nhập với Áo, quê hương của ông ta. Vào ngày 12 tháng 2 năm 1938 Hitler có cuộc gặp với Thủ tướng Áo Kurt Schuschnigg, trong đó đe dọa về một cuộc xâm lược nếu như nền hòa bình thống nhất không xuất hiện trong tương lai gần. Đảng Quốc xã được tạo dựng hợp pháp ở Áo để có một nền tảng quyền lực, và một cuộc trưng cầu dân ý về thống nhất đất nước được dự kiến tiến hành vào tháng ba. Khi mà Hitler không chấp nhận lời lẽ của cuộc bỏ phiếu, Göring đã gọi điện cho Schuschnigg và người đứng đầu nhà nước Áo Wilhelm Miklas để yêu cầu Schuschnigg từ chức, với đe dọa về sự xâm lăng của quân đội Đức và tình trạng bất ổn dân sự đến từ những thành viên của Đảng Quốc xã Áo. Schuschnigg từ chức vào ngày 11 tháng 3 và cuộc trưng cầu dân ý bị hủy bỏ. Đến 5:30 sáng hôm sau, số quân Đức tập trung đông ở biên giới đã hành quân tiến vào Áo mà không gặp phải sự kháng cự nào.
Mặc dù Joachim von Ribbentrop là người được bổ nhiệm làm Bộ trưởng Ngoại giao từ tháng 2 năm 1938, Göring vẫn tiếp tục can dự vào các vấn đề ngoại giao. Vào tháng 7 cùng năm, ông liên hệ với chính phủ Anh bày tỏ ý định thực hiện một chuyến thăm chính thức để bàn luận về những dự định của Đức đối với Tiệp Khắc. Thủ tướng Anh Neville Chamberlain ủng hộ một cuộc gặp và chủ đề chính của cuộc trò chuyện là một bản hiệp ước được ký kết giữa Anh và Đức. Vào tháng 2 năm 1938, Göring đến Warsaw để dập tắt những tin đồn về một cuộc xâm lăng Ba Lan sắp sửa diễn ra. Ông cũng đã có các cuộc hội đàm với chính phủ Hungary trong mùa hè năm đó, bàn về vai trò tiềm năng của họ trong cuộc xâm lược Tiệp Khắc. Tại Đại hội Nuremberg diễn ra vào tháng 9, Göring và những phát ngôn viên khác đã lên án người Séc như là một chủng tộc hạ đẳng cần phải bị chinh phục. Trong khi đó Chamberlain cùng Hitler đã có một loạt các cuộc hội đàm dẫn đến việc ký kết Hiệp định Munich vào ngày 29 tháng 9 năm 1938, qua đó bàn giao quyền kiểm soát Sudetenland cho Đức.

## Thế chiến thứ hai
Göring và những quan chức cấp cao khác đã lo ngại rằng nước Đức chưa có được sự chuẩn bị sẵn sàng cho chiến tranh, nhưng Hitler lại nhấn mạnh cần phải đẩy nhanh nó càng sớm càng tốt. Cuộc xâm lược Ba Lan, sự kiện mở màn cho thế chiến thứ hai, bắt đầu vào rạng sáng ngày 1 tháng 9 năm 1939. Trong cùng ngày hôm đó, phát biểu trước Nghị viện (Reichstag), Hitler đã chỉ định Göring là người kế nhiệm vị trí Lãnh tụ (Führer) của nước Đức, "Nếu có bất kỳ điều gì xảy đến với tôi."

### Thắng lợi trên mọi mặt trận
Ban đầu, Đức Quốc xã liên tiếp giành được những chiến thắng quyết định một cách nhanh chóng. Với sự hỗ trợ của Luftwaffe (không quân Đức), không quân Ba Lan đã bị đánh bại chỉ trong vòng một tuần.. Lực lượng Fallschirmjäger (lính dù) đã chiếm được những sân bay quan trọng ở Na Uy và pháo đài Fort Eben-Emael tại Bỉ. Luftwaffe của Göring đóng vai trò quan trọng trong các trận Hà Lan, Bỉ và Pháp trong mùa xuân năm 1940.
Sau thắng lợi ở Pháp, Hitler đã trao cho Göring huân chương Đại Thập tự (Großkreuz) vì sự lãnh đạo thành công của ông. Trong Nghi lễ phong Thống chế 1940, Hitler đã thăng Göring lên đến cấp bậc Reichsmarschall des Grossdeutschen Reiches (Anh ngữ: Reich Marshal of the Greater German Reich, tạm dịch: Thống chế [Đế chế] của Đế chế Đại đức), một cấp hàm đặc biệt giúp ông trở thành sĩ quan cao cấp nhất, cao hơn mọi thống chế trong quân đội khác. Göring nắm giữ vị thế hàng đầu này cho đến khi thế chiến thứ hai kết thúc. Trước đó, ông cũng đã được nhận huân chương Thập tự Hiệp sĩ (Ritterkreuz) vào ngày 30 tháng 9 năm 1939 với tư cách Tổng tư lệnh của Luftwaffe.
Ngay lập tức sau khi Đức xâm chiếm Ba Lan, Anh đã tuyên chiến với Đức. Vào tháng 7 năm 1940, Hitler bắt đầu tiến hành những sự chuẩn bị cho một cuộc xâm lược nước Anh. Vô hiệu hóa Không quân Hoàng gia Anh (RAF) là một phần trong kế hoạch. Những đợt ném bom mở đầu nhằm vào các công trình hàng không Anh, các thành phố và trung tâm công nghiệp. Trước đó, Göring từng có lần tuyên bố trong một bài phát biểu trên sóng phát thanh: "Wenn auch nur ein feindliches Flugzeug unser Reichsgebiet überfliegt, will ich Meier heißen!" ("Nếu có chỉ một chiếc máy bay địch bay trên lãnh thổ Đức, tôi tên là Meier!"), một thứ gì đó (câu nói trên) sẽ quay trở lại ám ảnh ông khi RAF bắt đầu ném bom các thành phố Đức từ ngày 11 tháng 5 năm 1940. Mặc dù tin tưởng rằng Luftwaffe có thể đánh bại RAF trong vòng vài ngày, nhưng Göring, giống như Đô đốc Erich Raeder, tổng tư lệnh của Kriegsmarine (hải quân), tỏ ra bi quan về cơ hội thành công của kế hoạch xâm lược (mật danh Chiến dịch Sư tử Biển). Göring kỳ vọng một chiến thắng trên bầu trời sẽ là đủ để kết thúc cuộc chiến mà không cần đến một cuộc xâm lăng trực tiếp. Tuy nhiên Đức đã thất bại trong trận chiến trên không, và Chiến dịch Sư tử Biển bị hoãn lại vô thời hạn vào ngày 17 tháng 9 năm 1940. Sau thất bại trên bầu trời Anh Quốc, Luftwaffe đã cố gắng đánh bại Anh bằng ném bom chiến lược. Vào ngày 12 tháng 10 năm 1940, Hitler hủy bỏ Chiến dịch Sư tử Biển do mùa đông bắt đầu. Đến thời điểm cuối năm 1940, một điều chắc chắn là chí khí của người Anh đã không bị lay động bởi cuộc oanh kích của Đức (Blitz), dù cho những đợt ném bom vẫn còn tiếp diễn cho đến tháng 5 năm 1941.

### Suy tàn trên mọi mặt trận
Bất chấp Hiệp ước Xô-Đức được ký kết vào năm 1939, Đức Quốc xã đã khởi động Chiến dịch Barbarossa—cuộc xâm lược Liên bang Xô Viết—vào ngày 22 tháng 6 năm 1941. Ban đầu Luftwaffe giành được ưu thế với việc phá hủy hàng ngàn máy bay Liên Xô trong tháng đầu tiên của cuộc chiến. Hitler và những tham mưu hàng đầu của ông ta đã đảm bảo chắc chắn về một thắng lợi vào Giáng Sinh và không có những dự phòng về quân lính hay trang thiết bị nào được thực hiện. Tuy nhiên, đến tháng 7, nước Đức chỉ còn 1.000 máy bay trong chiến dịch, và số binh lính thiệt mạng đã vượt quá 213.000 người. Phương án được lựa chọn giờ đây là tập trung tấn công vào một phần duy nhất của mặt trận rộng lớn, những nỗ lực trực tiếp hướng tới việc chiếm lấy Moscow. Sau trận Smolensk, một trận chiến kéo dài nhưng thành công, Hitler đã lệnh cho Cụm tập đoàn quân Trung tâm dừng cuộc tiến quân đến Moscow và tạm thời chuyển hướng các đơn vị tăng Panzer Bắc và Nam để hỗ trợ cho cuộc bao vây Leningrad và Kiev. Sự trì hoãn này đã cho Hồng quân Liên Xô cơ hội để huy động lực lượng dự bị mới; nhà sử học Russel Stolfi nhận định đó là một trong những nhân tố lớn làm nên thất bại của cuộc tấn công Moscow được tái tiến hành vào tháng 10 năm 1941. Một số nhân tố khác khiến Đức bại trận là điều kiện thời tiết khắc nghiệt, thiếu nhiên liệu, sự chậm trễ trong việc xây dựng các căn cứ không quân ở Đông Âu, và vấn đề nguồn cung tiếp tế. Hitler đã không cho phép rút lui dù chỉ một phần cho đến giữa tháng 1 năm 1942; đến khi đó thì thiệt hại đã có thể đem ra so sánh với những điều tương tự từng xảy ra trong Cuộc xâm lược Nga của Pháp năm 1812.
Hitler quyết định rằng chiến dịch mùa hè năm 1942 sẽ phải tập trung ở phía Nam; những nỗ lực sẽ được thực hiện để chiếm lấy các mỏ dầu ở Kavkaz. Bước ngoặt của cuộc chiến, Trận Stalingrad, bắt đầu vào ngày 23 tháng 8 năm 1942 bằng một chiến dịch ném bom của Luftwaffe. Tập đoàn quân số 6 đã tiến vào thành phố Stalingrad nhưng bởi vị trí của nó nằm ở tiền tuyến, còn nguyên khả năng cho Hồng quân bao vây và bẫy quân Đức bên trong mà không được hỗ trợ với nguồn cung hay quân tiếp viện. Và khi Tập đoàn quân số 6 bị bao vây vào cuối tháng 11 trong Chiến dịch Sao Thiên Vương của Hồng quân, Göring đã cam kết Luftwaffe có thể cung cấp tối thiểu 300 tấn hàng tiếp tế mỗi ngày cho đội quân đang bị cô lập. Dựa vào những sự bảo đảm này, Hitler ra lệnh không được rút lui, bọn họ phải chiến đấu đến người cuối cùng. Mặc dù một số chuyến không vận có thể đã được thực hiện thành công, lượng hàng tiếp tế được giao không bao giờ vượt quá 120 tấn/ngày. Cuối cùng, những tàn dư còn lại của Tập đoàn quân số 6— khoảng 91.000 binh sĩ của một đội quân tổng cộng 285.000 người—đã đầu hàng vào đầu tháng 2 năm 1943 và chỉ có khoảng 5.000 người trong số đó sống sót trong các trại tù binh chiến tranh Liên Xô để một lần nữa thấy được tổ quốc của họ.

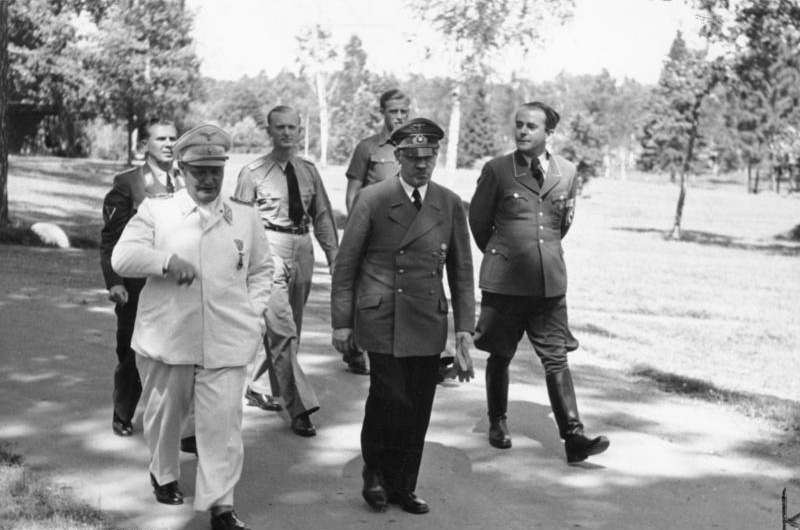
Göring cùng với Hitler và Albert Speer, ảnh chụp ngày 10 tháng 8 năm 1943

### Chiến tranh trên đất Đức
Trong khi đó, sức mạnh của những phi đội ném bom của Anh và Mỹ đang ngày một tăng lên. Nước Đức bắt đầu thực hiện những chiến dịch phòng vệ các mục tiêu có nguy cơ bị quân Đồng Minh tấn công (Chiến dịch Reichsverteidigung, hay Phòng thủ Đế chế). Cuộc tấn công đầu tiên nhằm vào Cologne diễn ra vào ngày 30 tháng 5 năm 1942 với 1.000 máy bay ném bom. Tiếp theo các đợt tấn công từ nước Anh tiếp tục được tiến hành nhằm vào các mục tiêu xa hơn sau khi những thùng nhiên liệu bổ trợ được lắp đặt trên những chiếc máy bay tiêm kích của Mỹ. Göring đã không tin vào những báo cáo xác nhận việc bắn rơi các máy bay tiêm kích Mỹ ở xa về phía Đông đến tận Aachen trong mùa đông năm 1943. Danh tiếng của ông bắt đầu suy giảm.
Vào đầu năm 1944, một số lượng lớn máy bay P-51 Mustang của Mỹ với tầm bay 1.800 dặm (2.900 km) bắt đầu xuất hiện đi kèm theo những máy bay ném bom khác đến và rời khỏi các mục tiêu. Từ thời điểm đó trở đi, Luftwaffe bắt đầu hứng chịu những thương vong mà không thể thay thế một cách thích đáng. Đến cuối năm 1944, quân Đồng Minh với việc ném bom các nhà máy lọc dầu và các tuyến đường sắt đã làm tê liệt bộ máy chiến tranh của Đức Quốc xã. Người dân Đức đổ lỗi cho Göring về những thất bại của ông trong việc bảo vệ đất nước. Hitler bắt đầu khai trừ Göring ra khỏi các hội nghị, nhưng vẫn tiếp tục để ông giữ vị trí đứng đầu Luftwaffe và toàn quyền Kế hoạch bốn năm. Khi đã đánh mất sự tín nhiệm của Hitler, Göring bắt đầu dành nhiều thời gian hơn tại những nơi ở riêng của mình. Vào ngày D-Day (6 tháng 6 năm 1944), trong khi Đồng Minh có tổng cộng 11.000 máy bay các loại, Luftwaffe chỉ có khoảng 300 máy bay tiêm kích và một số lượng nhỏ máy bay ném bom tại khu vực đổ bộ.

### Hồi kết của cuộc chiến
Khi Hồng quân Liên Xô đang ngày một tiến gần đến Berlin, những nỗ lực của Hitler nhằm tạo dựng sự phòng thủ cho thành phố trở nên phù phiếm và vô nghĩa hơn bao giờ hết. Lễ kỷ niệm sinh nhật lần cuối cùng của Hitler cử hành vào ngày 20 tháng 4 năm 1945 tại Führerbunker ở Berlin là một dịp để các nhân vật hàng đầu của Đức Quốc xã tụ họp và tiễn biệt, Göring có tham dự. Đến thời điểm đó, Carinhall (nơi cư trú của Göring) đã được di tản, tòa nhà bị phá hủy, và các kho tàng nghệ thuật được di dời đến Berchtesgaden và những nơi khác. Vào ngày 22 tháng 4, Göring đi tới khuôn viên của mình ở Obersalzberg. Cũng trong ngày hôm đó, Hitler có một bài chỉ trích kéo dài nhằm vào các tướng lĩnh, đó là lần đầu tiên ông thừa nhận công khai rằng nước Đức đã thua trong cuộc chiến và rằng ông sẽ ở lại Berlin cho đến cùng rồi sau đó tự sát. Ông cũng tuyên bố Göring ở vị thế tốt hơn để đàm phán một giải pháp hòa bình. Trước đó vào năm 1941, một tuần sau thời điểm cuộc xâm lược Liên Xô bắt đầu, Hitler cũng đã ban hành một nghị định trong đó chỉ định Göring là người kế nhiệm trong trường hợp ông qua đời.
Trưởng Tham mưu Chiến dịch của Bộ Tư lệnh Tối cao các Lực lượng Vũ trang Alfred Jodl có mặt để nghe những lời rỗng tuếch của Hitler và ông đã thông báo cho tham mưu trưởng của Göring, tướng Karl Koller tại một cuộc gặp sau đó vài tiếng. Cảm nhận thấy những ngụ ý ẩn sau, Koller ngay lập tức bay tới Berchtesgaden để báo cho Göring, người lo sợ bị gán cho tội phản quốc nếu cố gắng giành lấy quyền lực. Mặt khác, nếu không có hành động gì, ông lại sợ bị cáo buộc lơ là nhiệm vụ. Sau một hồi do dự, Göring đã rà xét lại bản sao của nghị định năm 1941 trong đó chỉ định ông làm người kế nhiệm Hitler. Bản nghị định không chỉ nêu rằng Göring là ứng cử viên số một cho ngôi vị kế thừa, mà còn tuyên bố nếu Hitler mất năng lực tự do hành động, Göring có toàn quyền tự do thay mặt Hitler với tư cách phụ tá. Sau khi bàn bạc với Koller và Hans Lammers, người đứng đầu Phủ Thủ tướng Đế chế, Göring đi đến kết luận: với việc ở lại Berlin để đối mặt với cái chết chắc chắn, Hitler đã mất năng lực cai quản. Bởi vậy, tất cả đều đồng thuận rằng Göring có một nhiệm vụ rõ ràng là giành lấy quyền lực của Hitler. Một động cơ khác thúc đẩy Göring là nỗi lo về việc đối thủ của mình, Martin Bormann, sẽ chiếm quyền vào thời điểm Hitler chết và sẽ xử tử ông như một kẻ phản bội. Với những suy nghĩ đó trong đầu, Göring đã soạn một bức điện với lời lẽ thận trọng yêu cầu Hitler cho phép ông được tiếp quản ngôi vị lãnh đạo đất nước, trong đó nhấn mạnh ông sẽ hành động với tư cách trợ lý của Hitler. Göring thêm vào một ý: nếu Hitler không phản hồi lúc 22:00 giờ đêm hôm đó (23 tháng 4 năm 1945), ông sẽ coi như Hitler đã thực sự mất đi quyền tự do hành động và sẽ gánh vác trách nhiệm lãnh đạo Đế chế.

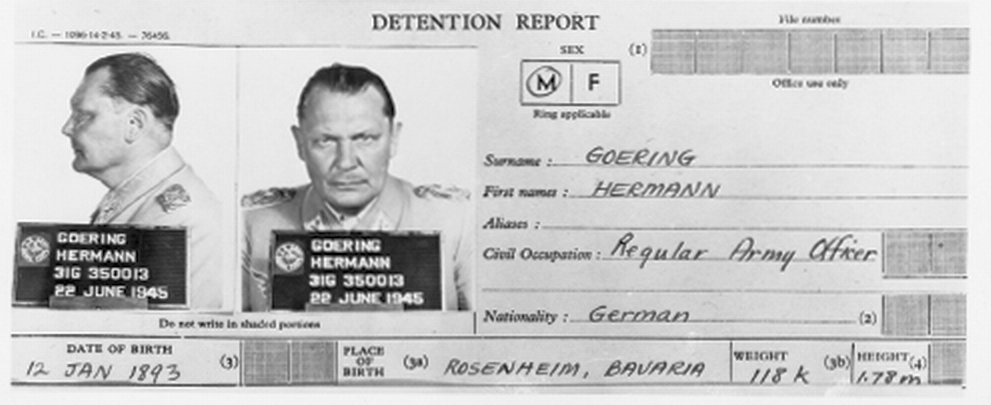
Thẻ giam của Göring

Bormann đã chặn lại bức điện và thuyết phục cho Hitler tin rằng Göring là một kẻ phản bội và bức điện là yêu sách đòi vị lãnh tụ hoặc phải từ chức hoặc là sẽ bị lật đổ. Với sự trợ giúp của Bormann, Hitler hồi đáp lại Göring trong đó thông báo rằng ông sẽ bị tử hình vì tội phản quốc nghiêm trọng nếu không lập tức từ bỏ mọi chức vụ. Ngay sau đó, Hitler tước bỏ tất cả mọi chức vụ của Göring và ra lệnh quản thúc tại gia đối với ông, những thuộc hạ và Lammers tại Obersalzberg. Bormann loan báo trên đài phát thanh về việc Göring từ chức là vì lý do sức khỏe.
Vào ngày 26 tháng 4, với việc khu phức hợp tại Obersalzberg bị quân Đồng Minh tấn công, Göring đã chuyến đến lâu đài của ông ở Mauterndorf. Trong bản di chúc cuối cùng của mình, Hitler đã trục xuất Göring ra khỏi đảng và chính thức bãi bỏ nghị định khi xưa trong đó chỉ định Göring làm người kế nhiệm. Tiếp theo Hitler bổ nhiệm Karl Dönitz, tư lệnh Hải quân, làm tổng thống Đế chế và tổng tư lệnh các lực lượng vũ trang. Hitler cùng vợ là Eva Braun tự sát vào ngày 30 tháng 4 năm 1945, chỉ vài giờ sau khi một lễ cưới gấp gáp được cử hành. Göring được trả tự do vào ngày 5 tháng 5 nhờ một đơn vị Luftwaffe bay qua, và ông tiến đến chỗ quân Mỹ với mong muốn đầu hàng họ chứ không phải Liên Xô. Vào ngày mùng 6 ông bị tạm giam gần Radstadt bởi các đơn vị Sư đoàn Bộ binh số 36 của Lục quân Hoa Kỳ. Rất có thể nước đi này đã cứu mạng Göring, Bormann đã ra lệnh tử hình ông một khi Berlin sụp đổ.

## Xét xử và cái chết
Göring được đưa đến Mondorf-les-Bains, Luxembourg, nơi có một trại tạm giam tù binh chiến tranh được đặt trong khách sạn Palace. Tại đây ông tiến hành cai dihydrocodeine (một dẫn xuất êm dịu của morphine) bằng việc giảm lượng morphine khoảng từ 3 đến 4 gren (260 đến 320 mg) một ngày và đặt trong một chế độ ăn kiêng khắt khe; ông sụt 60 pound (27 kg). Trong quãng thời gian tạm giam ông được kiểm tra IQ và chỉ số kết quả là 138. Vào tháng 9 hàng loạt những quan chức hàng đầu của Đức Quốc xã được chuyển đến Nuremberg, địa điểm tổ chức một loạt các phiên tòa quân sự khởi động vào tháng 11.

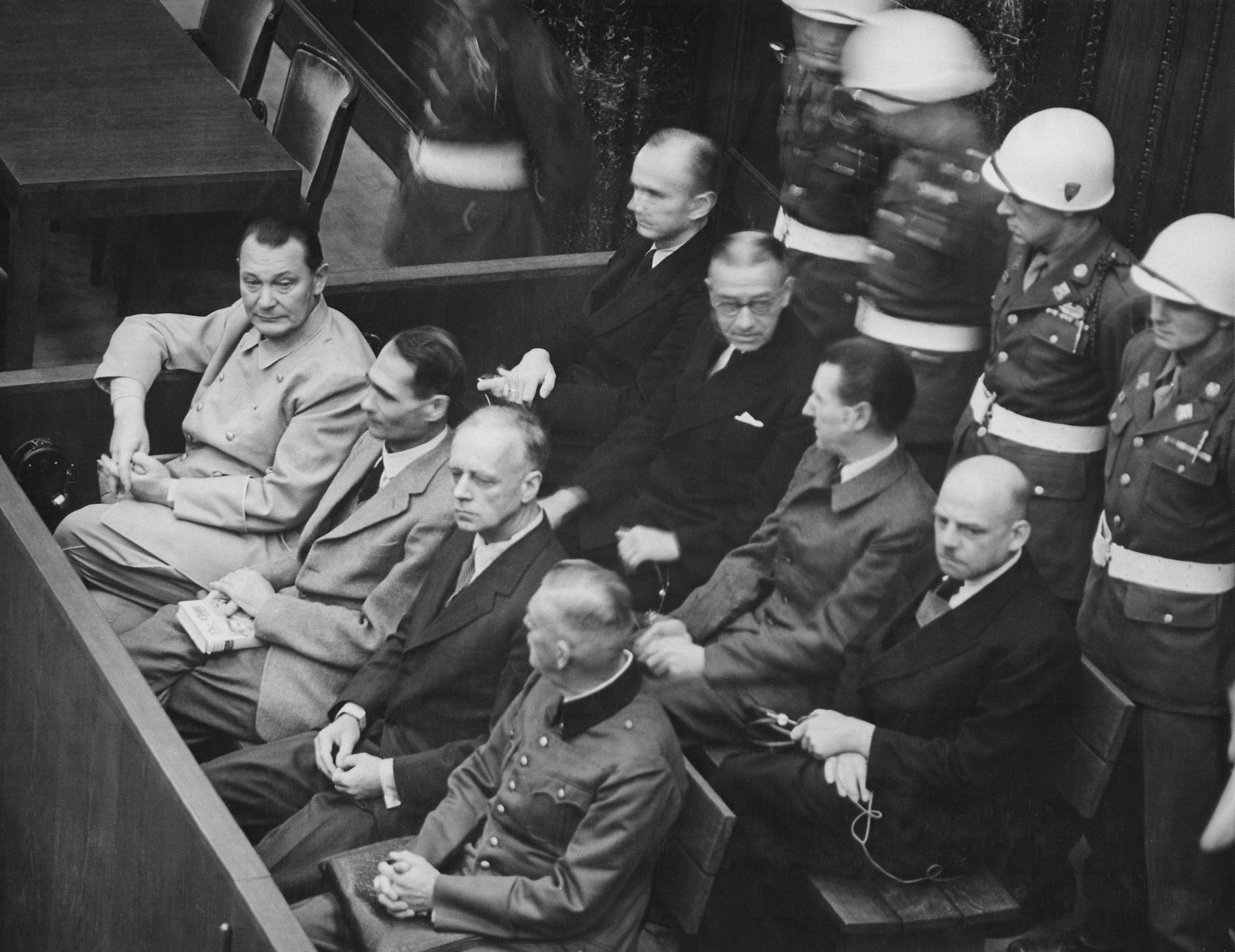
Göring (hàng đầu tiên, ngoài cùng bên trái) tại tòa án Nuremberg

Göring là nhân vật xếp hàng số hai của Đức Quốc xã được đem ra xét xử tại Nuremberg, đứng sau Tổng thống Đế chế (cựu Đô đốc) Karl Dönitz. Bên khởi tố chia bản cáo trạng ra làm bốn tội danh, bao gồm một tội về âm mưu tiến hành chiến tranh xâm lược; các tội ác chiến tranh; bao gồm cướp bóc, di dời các tác phẩm nghệ thuật và các tài sản khác đến Đức; và các tội ác chống lại loài người, bao gồm việc thủ tiêu những thường dân và đối thủ chính trị dưới sắc lệnh Nacht und Nebel (Đêm đen và Sương mù); việc tra tấn và ngược đãi những tù binh chiến tranh; việc giết hại và bắt dân thường làm nô lệ, bao gồm ước tính 5.700.000 nạn nhân người Do Thái tại thời điểm đó. Göring không được phép trình bày dài dòng, ông tự tuyên bố bản thân "không có tội về mặt ý nghĩa của bản cáo trạng". Phiên tòa diễn ra trong vòng 218 ngày; bên nguyên trình bày trường hợp của họ từ tháng 11 đến tháng 3, tiếp đến là lượt bào chữa của Göring được thực hiện đầu tiên kéo dài từ ngày 8 đến 22 tháng 3. Phán quyết của tòa được tuyên vào ngày 30 tháng 9 năm 1946. Göring với việc bị buộc phải giữ im lặng khi ngồi trên ghế dành cho bị cáo trong phiên tòa đã truyền đạt, bày tỏ ý kiến của mình bằng những cử chỉ, lắc đầu, hoặc là cười. Ông liên tục ghi chép, thì thầm với các bị cáo khác và cố gắng kiểm soát hành vi bất thường của Rudolf Hess, người ngồi bên cạnh. Trong các quãng thời gian tòa tạm nghỉ, Göring nỗ lực chi phối các bị cáo còn lại và cuối cùng ông bị biệt giam khi cố gắng tìm cách tác động lên lời khai của họ.
Sĩ quan tình báo và nhà tâm lý học Gustave Gilbert, một người Mỹ nói tiếng Đức, đã phỏng vấn Göring và những bị cáo khác trong giai đoạn diễn ra phiên tòa. Gilbert giữ một cuốn nhật ký mà sau này ông đã xuất bản nó với tên gọi Nhật ký Nuremberg. Trong đó có đoạn miêu tả Göring vào buổi tối ngày 18 tháng 4 năm 1946, thời điểm phiên tòa đang tạm nghỉ Lễ Phục sinh ba ngày:
Tối hôm đó, trong buồng giam của mình, Göring đổ mồ hôi, lo lắng, mất niềm tin và không quá vui mừng với chiều hướng phiên tòa đang diễn ra. Ông nói ông không được tự do hành động hay không được những người khác biện hộ, và rằng bản thân ông trước đó chưa bao giờ bài Do Thái, ông không tin vào những hành động tàn bạo đó, và rằng một số người Do Thái đã được mời để làm chứng cho ông.

Tại phiên tòa, đã có vài lần bên nguyên cho chiếu những thước phim về các khu trại tập trung và các hành động tàn bạo khác. Tất cả những người có mặt, bao gồm cả Göring, đều thấy những nội dung gây sốc; ông cho rằng chúng nhất định là giả tạo. Các nhân chứng trong đó có Paul Koerner và Erhard Milch cố gắng mô tả Göring là một người ôn hòa. Milch phát biểu rằng chống lại Hitler hay không tuân theo những mệnh lệnh của ông ta là điều không thể; làm như thế gần như sẽ chuốc lấy cái chết cho bản thân và cả gia đình. Đến lượt tự bào chữa, Göring nhấn mạnh về lòng trung thành của ông với Hitler, và tuyên bố không hề biết về những gì đã xảy ra trong các trại tập trung, những địa điểm đặt dưới sự kiểm soát của Himmler. Ông đưa ra câu trả lời lảng tránh, khó tiếp nhận cho các câu hỏi trực tiếp và có những lời bào chữa chính đáng cho tất cả mọi việc mà ông làm trong thời kỳ chiến tranh. Ông lợi dụng lượt làm chứng của mình như một cơ hội để diễn giải chi tiết và rất dài về vai trò của mình trong Đế chế, với nỗ lực trình bày bản thân như là một sứ giả hòa bình và nhà ngoại giao trước thời điểm cuộc chiến nổ ra. Trong buổi chất vấn, trưởng công tố viên Robert H. Jackson đã đọc biên bản của một cuộc họp được tổ chức không lâu sau cuộc tàn sát Kristallnacht diễn ra vào tháng 11 năm 1938. Tại cuộc họp đó, Göring đã có âm mưu lợi dụng cuộc tàn sát để tịch thu tài sản của người Do Thái. Sau đó, bá tước David Maxwell-Fyfe chứng minh Göring không thể không biết về Cuộc tàn sát Stalag Luft III—vụ hành quyết bằng súng 50 phi công bị bắt lại sau một cuộc đào thoát khỏi nhà tù Stalag Luft III. Ông cũng trình bày bằng chứng rõ ràng chứng minh Göring biết đến hoạt động tàn sát người Do Thái Hungary.

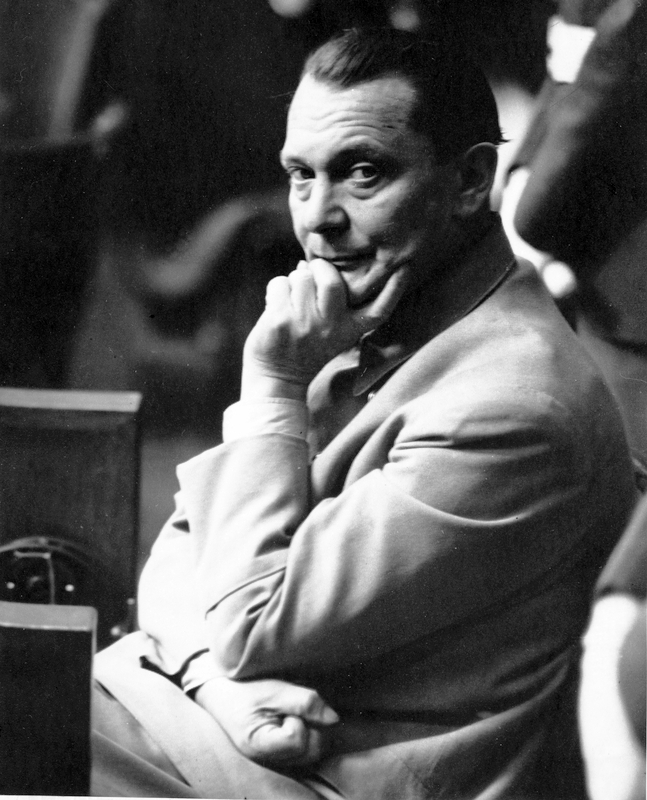
Göring tại tòa án Nuremberg

Göring bị xét phạm phải cả bốn tội và bị kết án tử hình bằng treo cổ. Phán quyết của tòa như sau:
Không có tình tiết giảm nhẹ nào để nói tới. Vì Göring thường, thực chất gần như luôn luôn, là kẻ chủ mưu thứ hai chỉ sau lãnh tụ của ông ta. Ông ta là người dẫn đầu cuộc chiến tranh xâm lược, cả với tư cách lãnh đạo quân sự và chính trị; ông là người chỉ đạo chương trình lao động nô lệ và là nhà sáng lập của chương trình áp bức chống lại người Do Thái và các chủng tộc khác, trong và ngoài nước. Tất cả các tội danh trên đã được ông thẳng thắn thừa nhận. Trong một số trường hợp có thể có mâu thuẫn trong lời khai, nhưng về mặt bao quát, lời thú nhận của cá nhân ông ta là đủ để kết luận về tội danh. Tội của ông ta lớn ở mức độc nhất. Hồ sơ cho thấy không có lời bào chữa nào dành cho người đàn ông này.

Göring đã thỉnh cầu được tử hình bằng súng như một người lính thay vì bị treo cổ như một tội phạm thông thường, nhưng tòa từ chối. Không chấp nhận việc phải tuân theo bản án do những kẻ bắt giữ mình áp đặt, ông đã tự sát bằng một viên con nhộng có chứa kali xyanua trong đêm trước thời điểm thi hành án. Một giả thuyết giải thích cho việc làm thế nào mà Göring có được viên thuốc độc để tự sát cho rằng Trung úy Lục quân Hoa Kỳ Jack G. Wheelis, người đứng canh tại tòa án Nuremberg, đã lấy được những viên thuốc giấu ở giữa đống vật dụng cá nhân của Göring mà trước đó bị quân Mỹ tịch thu và trao chúng đến tay ông; sau khi bị Göring mua chuộc bằng chiếc đồng hồ, cây bút, và hộp đựng thuốc lá điếu; tất cả đều bằng vàng. Vào năm 2005, cựu binh Herbert Lee Stivers của Lục quân Hoa Kỳ, người từng phục vụ trong Trung đoàn Bộ binh số 26 thuộc Sư đoàn Bộ binh số 1 và từng là lính bảo vệ danh dự tại tòa Nuremberg, tuyên bố ông đã đưa cho Göring thuốc "medicine" giấu trong một chiếc bút máy mà một phụ nữ Đức yêu cầu ông lén đưa vào nhà tù trước đó.
Cũng như những tử tù khác, thi thể của Göring được trưng bày tại địa điểm hành quyết để minh chứng cho việc bản án đã được thi hành. Sau đó, những thi thể này được hỏa táng và tro được rải xuống sông Isar.

## Tài sản cá nhân

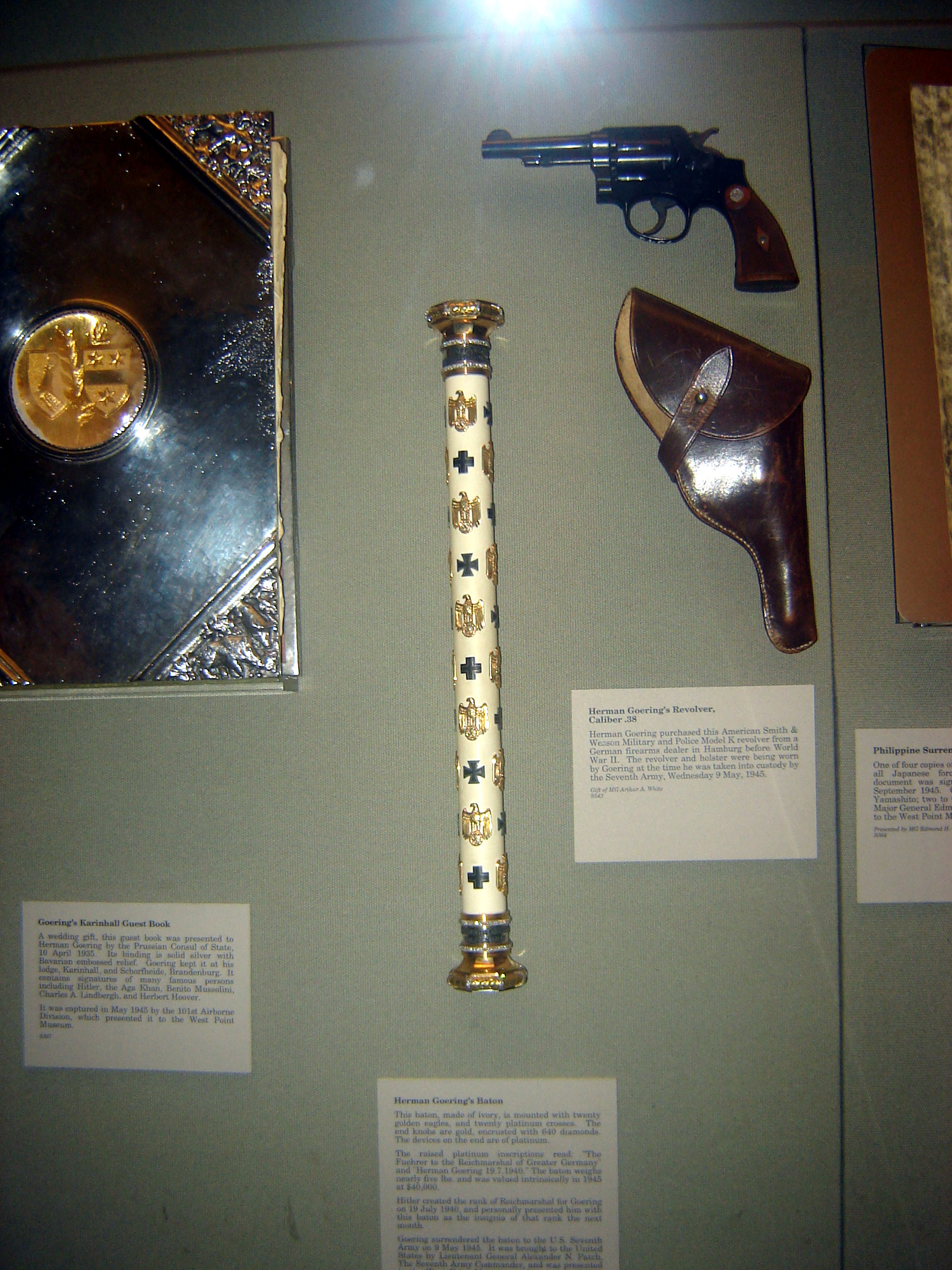
Cây gậy Reichsmarschall và súng lục ổ xoay Smith & Wesson của Göring. Bên trái là cuốn sổ lưu bút viền bạc lấy từ Carinhall. (Bảo tàng West Point)

Việc tịch thu tài sản của người Do Thái là thời cơ để Göring tích lũy của cải cho bản thân. Ông đã chiếm hữu một lượng tài sản hoặc mua lại với giá rất rẻ. Trong một vài trường hợp, ông còn thu nhận của hối lộ để cho phép những người khác đánh cắp tài sản của người Do Thái. Với tư cách người đứng đầu Kế hoạch bốn năm, ông đã nhận tiền lại quả của các nhà tư bản công nghiệp vì những quyết định tạo thuận lợi cho họ, và nhận tiền cho việc cung cấp vũ khí đến những người Cộng hòa Tây Ban Nha trong cuộc Nội chiến Tây Ban Nha thông qua công ty Pyrkal tại Hy Lạp (mặc dù Đức Quốc xã ủng hộ Franco và những người theo chủ nghĩa dân tộc).
Vào năm 1933 Göring được bổ nhiệm làm Bộ trưởng Săn bắn và năm 1934 là Bộ trưởng Lâm nghiệp. Ông bắt đầu cải cách các bộ luật về lâm nghiệp và thực thi những hành động để bảo vệ các loài có nguy cơ tuyệt chủng. Trong khoảng thời gian đó ông trở nên hứng thú với khu rừng Schorfheide, tại đây ông đã dành 100.000 mẫu Anh (400 km2) để thành lập một công viên quốc gia mà cho đến nay vẫn còn tồn tại. Cũng ở đây ông đã cho xây một Jagdschloss tỉ mỉ có tên Carinhall để tưởng nhớ người vợ đầu tiên, Carin. Vào năm 1934 thi thể của bà được chuyển đến và đặt trong một cái hầm trên khu đất. Địa điểm chính của tòa nhà có một gian phòng trưng bày các tác phẩm nghệ thuật đồ sộ mà Göring cướp bóc được từ những bộ sưu tập của cá nhân và các bảo tàng trên khắp châu Âu từ năm 1939 trở về sau. Göring đã hợp tác chặt chẽ với Einsatzstab Reichsleiter Rosenberg (Lực lượng đặc nhiệm Reichsleiter Rosenberg), một tổ chức có nhiệm vụ cướp bóc tác phẩm nghệ thuật và văn hóa từ những bộ sưu tập, thư viện, và các bảo tàng của người Do Thái trên khắp châu Âu. Thủ lĩnh của lực lượng này là Alfred Rosenberg và họ thiết lập một trung tâm và trụ sở ở Paris. Đã có khoảng 26.000 toa xe chứa đầy các kho tàng nghệ thuật, đồ đạc, và các món đồ cướp bóc khác được chuyển từ Pháp đến Đức. Göring nhiều lần đến trụ sở ở Paris để xem xét những hàng hóa mới bị lấy cắp và lựa chọn những món đồ để đưa lên một chuyến tàu đặc biệt chuyển đến Carinhall và những nơi cư trú khác của ông. Ước tính giá trị bộ sưu tập của Göring—đánh số khoảng 1.500 món—là 200 triệu USD.

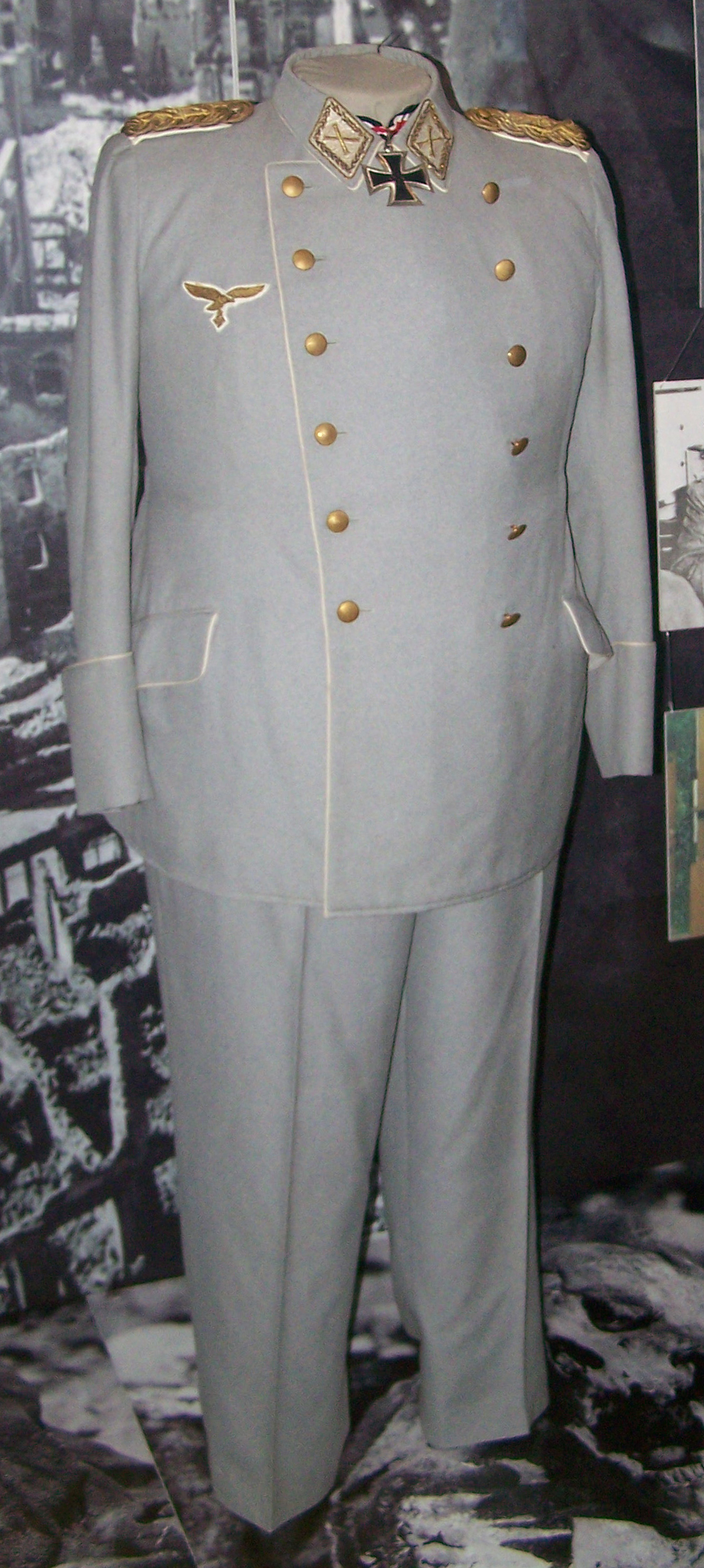
Bộ quân phục của Göring trưng bày tại Luftwaffenmuseum der Bundeswehr

Göring được biến đến với những sở thích phung phí và quần áo lòe loẹt. Ông có những bộ quân phục đặc biệt, đa dạng tương ứng với rất nhiều chức vụ mà ông nắm giữ; trong đó có bộ quân phục Reichsmarschall (Thống chế Đế chế) đi kèm với một cây gậy nạm ngọc. Hans-Ulrich Rudel, một phi công Stuka hàng đầu trong chiến tranh, kể về hai cuộc gặp trong đó Göring ăn vận những bộ trang phục kỳ dị: lần đầu là một bộ quần áo đi săn thời trung cổ khi ông thực hành bắn cung với bác sĩ của mình; và lần hai là một cái áo toga màu đỏ buộc lại bằng một cái móc (clasp) vàng cùng việc hút thuộc bằng một cái tẩu to bất thường. Bộ trưởng Ngoại giao Ý Galeazzo Ciano chú ý đến lần Göring mặc một chiếc áo khoác lông thú trông giống như "một gái mại dâm cao cấp mặc đi xem nhạc kịch". Ông tổ chức những bữa tiệc mừng tân gia hoang phí cho mỗi lượt thi công hoàn tất ở Carinhall, và thay đổi trang phục vài lần trong suốt những buổi tối hôm đó.
Göring được chú ý vì sự bảo trợ của ông cho âm nhạc, đặc biệt là opera. Ông thường xuyên mở tiệc chiêu đãi xa hoa và tổ chức các bữa tiệc sinh nhật công phu cho mình. Bộ trưởng Vũ trang Albert Speer nhớ lại rằng các vị khách thường luôn mang đến các món quà đắt giá như những thỏi vàng, xì gà Hà Lan, và tác phẩm nghệ thuật có giá trị. Vào dịp sinh nhật năm 1944, Speer đã tặng cho Göring một bức tượng bán thân làm bằng đá cẩm thạch ngoại cỡ của Hitler. Với tư cách thành viên của Hội đồng Bang Phổ, Speer cần phải quyên góp một phần đáng kể mức lương góp vào quà của Hội đồng gửi đến Göring mà không chờ đến khi có yêu cầu. Thống chế Erhard Milch nói với Speer rằng các khoản quà tặng tương tự cũng đòi hỏi được thực hiện trích từ ngân quỹ chung của Bộ Không quân. Vào sinh nhật năm 1940, Bộ trưởng Ngoại giao Ý Count Ciano đã trao cho Göring huân chương cao quý Collar of Annunziata. Món quà khiến ông phát khóc.

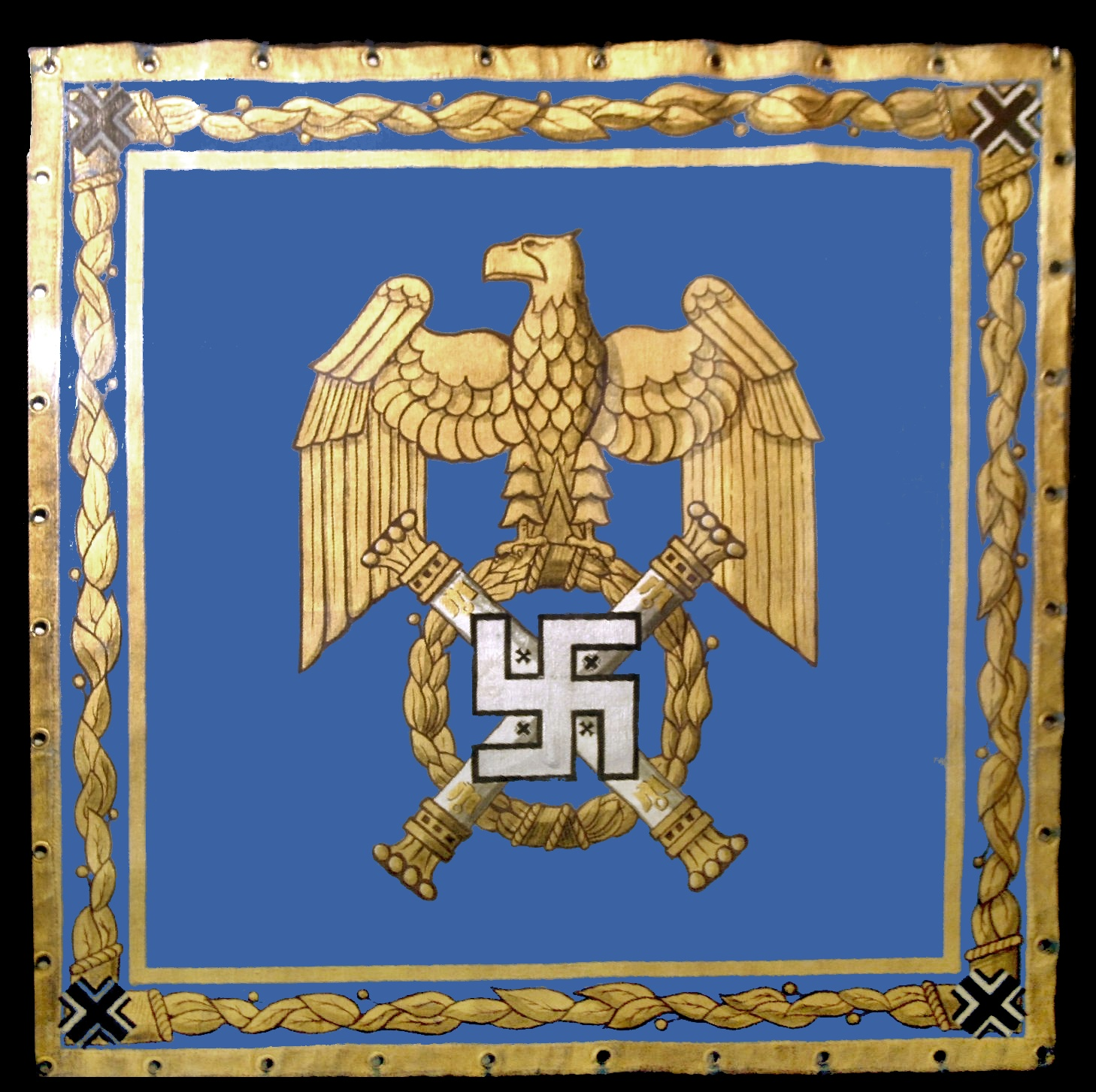
Lá cờ, hình tượng cá nhân trưng bày tại Musée de la Guerre ở Les Invalides, Paris

Lá cờ Reichsmarschall thiết kế trên một nền xanh nhạt, với hình ảnh một con đại bàng bằng vàng quắp lấy một vòng hoa, che trước vòng hoa là hai cây gậy và một chữ Vạn. Mặt sau của lá cờ có huân chương Đại Thập tự (Großkreuz des Eisernen Kreuzes), bao quanh là một vòng hoa nằm giữa bốn con đại bàng Luftwaffe. Lá cờ này được một người cầm cờ mang theo đến mọi sự kiện công cộng.
Mặc dù Göring thích được người khác gọi mình là "der Eiserne" (người sắt), chàng phi công bảnh bao và vạm vỡ ngày nào đã trở nên to béo. Ông là một trong số ít lãnh đạo của Đức Quốc xã không cảm thấy bị xúc phạm khi biết mình bị lấy ra làm trò đùa, "khiếm nhã thế nào cũng được", và coi chúng như biểu hiện của lòng yêu mến. Người Đức đùa cợt về cái tôi của Göring rằng ông sẽ mặc bộ quân phục của đô đốc để đi tắm, và về thân hình to béo của ông, rằng "ông ta ngồi trên cái bụng của mình". Một chuyện đùa khác kể là Göring đã gửi một bức điện cho Hitler sau chuyến thăm đến Vatican của mình: "Nhiệm vụ đã hoàn thành. Giáo hoàng đã cởi quần áo. Tiara và lễ phục của Giáo hoàng hoàn toàn vừa vặn."